# 清水厚
清水 厚（しみず あつし、1964年 - ）は、日本の映画監督。山梨県出身。

## 来歴
実相寺昭雄監督に師事し助監督として『ウルトラＱ･ザ･ムービー』『屋根裏の散歩者』等に参加。
1997年『ねらわれた学園』で劇場映画デビュー。同年ＴＶシリーズ『エコエコアザラク』を演出。
以後映画『蛇女』を始め、日常に垣間見る非日常をモチーフに、狂気とノスタルジー漂う異世界を創り続けている幻想映画作家。夏目漱石『ユメ十夜』『ナナとカオル』など。2019年8月にはＴＶ番組「パニパニパイナ！」のステージショーで作・演出を務める。

## 人物
ジュヴナイルSF、NHK少年ドラマシリーズファン
角川スニーカー文庫『ねらわれた学園』の解説の中で、眉村卓氏との出会いと共にジュヴナイルSFとは『児童文学に近いファンタジーで、アルバムをめくっているようなSF』『空想と思い出は似たもので存在しない思い出づくり』とジュヴナイルSFへの思いを記している

## 主な作品

### 映画
- 「ねらわれた学園」
- 「蛇女」
- 「武勇伝 」（出演：魔裟斗）
- 「チェーン」
- 「楳図かずお恐怖劇場『ねがい』」
- 「ユメ十夜」
- 「NATSUMISAN」（原作：大槻ケンヂ）
- 「ナナとカオル」
- 「ナナとカオル  第2章」

### テレビ
- 「エコエコアザラク」　1997年　テレビ東京　主演：佐伯日菜子
- 「ねらわれた学園」　1997年　テレビ東京　主演：村田和美
- 「真・女神転生デビルサマナー」　1997年　テレビ東京　主演：正木蒼二　川合千春
- 「仮面天使ロゼッタ」　1998年　テレビ東京　主演：吉井怜
- 「美少女新世紀 GAZER」　1998年　テレビ朝日　主演：吹石一恵　須藤温子
- 「HeartBeat」　2000年　テレビ東京　（11話にはチョイ役出演も）
- 「ウルトラQ dark fantasy カネゴンヌの光る径」
- 「魔弾戦記リュウケンドー」
- 「栞と紙魚子の怪奇事件簿」主演：前田敦子　南沢奈央
- 「大魔神カノン」
- 「パニパニパイナ！」　2018年～　チャンネル銀河　出演：佐藤茜　吉武優戯　藤本くるみ
- 『拝み屋怪談』
- 「拝み屋怪談Ⅱ」2019年（テレビ東京）出演　藤田富　北原里英　久住小春

### ラジオ
- 「師匠シリーズ」

### ビデオ
- 「実相寺昭雄の不思議館 紐」
- 「淫獣教師」
- 「仮面天使ロゼッタ 漆黒のフレイア」
- 「Saturday Nightmare〜のろいのサマーバケーション」